# 大分交通1100型電車
大分交通1100形電車（おおいたこうつう1100かたでんしゃ）は、1963年に大分交通が別大線用に2編成を製造した路面電車車両である。

## 概要
車体は普通鋼製でデザインや基本設計は500型を踏襲するが、朝ラッシュ時の輸送力増強を目的として500型を片運転台構造にして2両を連結した永久連結車である。全長25,6m、1両あたり12ｍという当時の日本の路面電車車両としては国内最大級の電車車両であった。集電装置はパンタグラフは1器を備えていた。台車は近車KD50台車を採用された。

## 各車状況
- 1101AB・1102AB - 自重33.2t、定員200（座席80）名

## 運用
新製時から1972年の廃止まで別大線大分市内系統を使用され、主に朝と夕方ラッシュ時に運用された。廃止後廃車されたが輸送力の高さや製造から9年と新しい車両だったため他社に譲渡を検討したが2編成とも保存や他社に譲渡せず解体された。